# Entosthodon clavatus
Entosthodon clavatus är en bladmossart som beskrevs av Mitten in Harvey 1859. Entosthodon clavatus ingår i släktet koppmossor, och familjen Funariaceae. Inga underarter finns listade i Catalogue of Life.